# Макарян, Андраник Артаваздович
Андраник Артаваздович Макарян (арм. Անդրանիկ Արտավազդի Մակարյան) — армянский военный деятель, генерал-лейтенант. Начальник Главного управления  подготовки ВС Армении — заместитель начальника Генерального штаба ВС Армении (2019—2022).

## Биография

### Военная служба и образование
1984—1986 — срочная служба в Советской армии.
1987—1991 — курсант . Высшее  пограничное, военно-политическое  училище  КГБ СССР.
1991—1992 — заместитель начальника пограничной заставы Октемберянского пограничного отряда, Закавказского пограничного округа.
1992 — по призыву Президента Армении переведён в вновь созданные ВС Армении.
1992—1995 — начальник разведки пограничной комендатуры, командир мотострелкового батальона, заместитель командира отдельного мотострелкового полка.
1995—1998 — Слушатель Военной академии имени Фрунзе МО РФ.
1998—2006 — командир отдельного мотострелкового полка, заместитель командира армейского корпуса, начальник штаба армейского корпуса.
2006—2007 — Слушатель Военной академии Генерального штаба ВС РФ .
2007—2010 — командир армейского корпуса  ВС Армении.
Август 2010 — присвоено звание генерал-майора.
2010—2013 — заместитель командующего Армией обороны Арцаха.
2013-2016 — командир армейского корпуса.
2016-2018 — командующий ОГВ(с) ВС РА и ВС РФ .
2018-2019 — начальник управления боевой подготовки — зам. начальника ГШ ВС Армении.
2019 — 2022 Начальник Главного управления подготовки ВС Армения —зам. начальника ГШ ВС Армении
2020 Январь — присвоено звание генерал-лейтенанта.
Февраль 2022 — освобождён от должности; в мае — уволен в запас по выслуге лет.

### Участие в боевых действиях
1992—1994 — участие в боевых действиях по обороне  северо-восточной границы Армении.
2000—2003 — укрепление юго-западных рубежей Армении.
2013—2016 — укрепление  юго-западной границы Армении.

### Участие в государственных мероприятиях
9 мая 2012 — организовал и участвовал в параде к 20-летию освобождения Шуши и образования Армии обороны Арцаха.
21 сентября 2016 — командовал парадом в честь 25-летия независимости Армении.
28 мая 2018 — командовал парадом и торжествами, посвящёнными 100-летию Сардарапатской битвы.

### Воинские звания
- Генерал-майор (2010)
- Генерал-лейтенант (2020)

## Награды
- Орден Святого Вардана Мамиконяна (2015)
- Орден «За заслуги перед Отечеством» II степени
- Медаль «За отвагу»
- Медаль «За заслуги перед Отечеством» I степени[5]
- Орден «Святой Нерсес Шнорали» (Армянская Апостольская церковь)

### Ведомственные награды
- Медаль «Маршал Баграмян»
- Медаль «Андраник Озанян»
- Медаль «Драстамат Канаян»
- Медаль «Гарегин Нжде»
- Медаль «Вазген Саркисян»
- Медали «За безупречную службу» I—IV степени
- Другие ведомственные награды